# Галеаццо Марія Сфорца
Галеаццо Марія Сфорца (італ. Galeazzo Maria Sforza; 24 січня 1444,  Фермо —26 грудня 1476, Мілан) — герцог Міланський у 1466–1476 роках.

## Життєпис
Походив з династії Сфорца. Старший син Франческо Сфорца, герцога Міланського, та Б'янки Марія Вісконті. Народився у м.Фермо. У 1450 році отримав титул графа Павії та визнання спадкоємцем трону. Дитинство провів у Павії під опікою бабусі за материнською лінією Агнесою дель Майно. Здобув освіту у вчених Бальдо Мартореллі та Джиніфорте Барціцци.
Після навчання батько став долучати Галеаццо до державних справ — у 1452 році виконував обов'язки офіційного представника Мілану до Феррари, 1459 року — до Флорентійської республіки, тут же зустрічався з папою римським Пієм II, того ж року — до Мантуї. Ці посольства сприяли налагодженню стосунків нової династії міланських герцогів Сфорца з навколишніми державами. З 1461 році став допомагати Франческо Сфорца в управлінні герцогством. У 1465 році вирушив із загоном на допомогу Людовику XI, королю Франції, що боровся з могутніми феодалами.
Після смерті у 1466 році батька Галеаццо повернувся з Франції та успадкував трон Мілану. Того ж року продовжив союз з Флорентійською республікою. Деякий час прислухався до порад своєї матері, але власні амбіції штовхнули його до конфронтації з останньою. Мати Галеаццо залишила герцогський двір. Сфорца зробив своїм найнаближенішим міністром Чікко Симонетту.
У 1467 році відправив війська на допомогу союзнику П'єро Медічі, якого атакували венеційці на чолі із кондотьєром Бартоломео Коллеоні. У битві при Ріккардині (область Болоньї) ворога була зупинено, тим самим збережено владу Сфорца у Мілані, а Медічі — у Флоренції. Того ж року уклав союз з князівством П'ємонтським. Для зміцнення союзу оженився у 1468 році на представниці Савойської династії. Тим самим підірвав добрі стосунки з династією Гонзага з Мантуї, на представниці яких планувала пошлюбити Галеаццо його мати Б'янка. Того ж року уклав мир з Венеційською республікою.
Водночас Галеаццо Сфорца продовжував політику свого батька з перетворення Міланського герцогства на потужну економічну державу. Багато сприяв розвитку ремісництва, підтримуючи експорт товарів, розбудовував численні канали. У 1468 році своїми рішеннями поставив на промислову основу виробництво шовку, у 1470 році видав наказу щодо підтримки господарств з вирощування рису. У 1471 році стає фундатором великої друкарні на чолі із Памфіліо Кастальді. Іншим напрямком діяльності було покращення здоров'я підданих та зниження смертності новонароджених, задля чого власним коштом утримував численних державних лікарів. У 1474 році розширив монетний двір. За його наказами стали карбувати нову срібну монету тестон у 10 г, що поліпшила товаро-грошовий обмін. При цьому докладав зусиль щодо послаблення фінансової потуги ломбардських феодалів.
Під час усіх цих реформ вирішив підтвердити свій статус розкішними будовами, перш за все герцогським палацом. За втілення своїх ідей запросив до себе на службу архітекторів Бенедетто Ферріні та Бартоломео Гадіо, художників Джакоміно Вісмара, Стефано де Феделі, Боніфачо Бембо.
У 1472 році з великим почтом відвідав Флоренцію, де знову підтвердив політичний та військовий союз з Сеньйорією (фактично з родом Медічі). При цьому намагався розширити співпрацю в економічній царині, зокрема банківській. У 1473 році видав позашлюбну доньку Катерину за небожа папи римського Сикста IV — Джиролама делла Ровере, надавши молодятам як посаг місто Імола, яке відібрав у Таддео Алідозі. Цим було зміцнено союз Мілану з Папським престолом. У 1474 році подовжив мирну угоду з Венеційською республікою.
26 грудня 1476 році Галеаццо Марія Сфорца був вбитий у базиліці Сан-Стефано Маджоре. Змовниками були міланський аристократ Джованні Андреа Лампоньяні, урядовий секретар у Раді юстиції Карло Вісконті та республіканець Джероламо Ольгіаті. У кожного з них були особисті причини вбивства герцога. Після цього новим володарем став син Галеаццо — Джан Галеаццо.

## Родина
Дружина — Бона (1449—1503), донька Людовика I, герцога Савойського
Діти:
- Джан Галеаццо Марія (1469—1494), герцог Міланський у 1469—1494 роках
- Ермес Марія (1470—1503), маркиз Тортони
- Б'янка Марія (1472—1510), дружина Максиміліана I Габсбурга, імператора Священної Римської імперії
- Анна Марія (1476—1497), дружина Альфонсо I д'Есте, герцога Феррарського

1 Коханка — Лукреція Ландріані (1440-д/н)
Діти:
- Карло (1458—1483), граф Маджента
- Катерина (1463—1509), графиня Форлі та сеньйора Імоли
- Алессандро (1465—1523), сеньйор Франкавілли
- К'яра (1467—1531)

2 Коханка — Люціа Марліані (1455—1522)
Діти:
- Галеаццо (д/н)
- Оттавіана Марія (1475—1545), єпископ Лоді